# Giichi Nomura
Giichi Nomura foi um político e ativista pertencente ao povo indígena Ainu, no Japão. Nasceu em 20 de outubro de 1914 e morreu em 2008. Foi, por 32 anos, líder da Associação Ainu de Hokkaido, ganhou vários prêmios e já discursou na Assembleia das Nações Unidas.